# Liste der Kunstwerke im Schloss Caputh
Die Kunstsammlung im Schloss Caputh bei Potsdam umfasst etwa 100 Werke überwiegend der flämischen und niederländischen Malerei, Kleinskulpturen, Fayencefliesen im sogenannten Fliesensaal und andere kunsthandwerkliche Ausstattungsstücke. Darunter befinden sich Wand- und Deckengemälde, Stuckaturen, Lackmöbel und Porzellan. Die Sammlung besteht teilweise noch aus der Originalausstattung aus der zweiten Hälfte des 17. Jahrhunderts und wurde später durch den Nachlass der Kurfürstin Dorothea von Brandenburg, die die Sammlung begründete, sowie Stücke aus dem Berliner, dem Potsdamer Stadtschloss und aus dem Berliner Jagdschloss Grunewald ergänzt.

## Geschichte und Bestand der Sammlung
Den Grundstock der Sammlung legte die Kurfürstin Dorothea von Brandenburg, die sich in ihren Gemächern auch ein Kuriositätenkabinett einrichteten ließ. Nach ihrem Tod (1689) baute Kurfürst Friedrich III (ab 1701 König Friedrich I), die Sammlung weiter aus. In der Zeit seines Nachfolgers Friedrich Wilhelm I. verloren Schloss und Sammlung an Bedeutung.
Die Sammlung bestand ursprünglich aus mehr als dreihundert Ölgemälden; heute sind es noch etwa hundert, der niederländischen, flämischen und italienischen Malerei, Landschaften und Genrestücke; außerdem aus knapp 30 Porzellanen aus China und Japan, sowie einigen Möbeln. In den repräsentativen Räumen mit teilweise reichen Deckenstuckaturen, einige davon wahrscheinlich von italienischen Handwerkern hergestellt, befinden sich zahlreiche Deckengemälde in den Spiegeln der gewölbten Decken, die im Vestibül, im Festsaal und in der Porzellankammer auf Leinwand gemalt sind. Diese Dekorationen gehören nach Ansicht von Claudia Sommer, einer wissenschaftlichen Mitarbeiterin der Stiftung Preußische Schlösser und Gärten, „zu den letzten Zeugnissen barocker Dekorationskunst […] aus der Zeit vor 1700“. Die Porzellansammlung entstand unter dem späteren König Friedrich I, dem Stiefsohn von Dorothea von Brandenburg, der nach ihrem Tod weitere Ausschmückungen im Schloss vornehmen ließ. Im Nachlassinventar der Kurfürstin von 1689 wird der Bestand genau aufgeführt, allerdings ohne die Anzahl der Porzellane.

## Tabellarische Auflistung (Auswahl)
| Souterrain und Oberes Vestibül | Souterrain und Oberes Vestibül | Souterrain und Oberes Vestibül                           | Souterrain und Oberes Vestibül                                                                         | Souterrain und Oberes Vestibül     | Souterrain und Oberes Vestibül                                                                    | Souterrain und Oberes Vestibül |
| Nr.                            | Werk/Abbildung                 | Künstler                                                 | Objekt                                                                                                 | Jahr                               | Maße, Material, Technik                                                                           | Provenienz, kuratorische Angaben |
| ------------------------------ | ------------------------------ | -------------------------------------------------------- | --- | ---------------------------------- | ------------------------------------------------------------------------------------------------- | --- |
| 01                             |                                |                                                          | antike Säule, kanneliert und mit Kompositkapitell                                                      |                                    | Sandstein                                                                                         | wahrscheinlich aus Italien, wurde im 19. Jahrhundert als Stütze für den Rauchfang des damaligen Küchenherdes in der Kurfürstlichen Küche, heute Eingangsbereich, eingebaut. |
| 02                             |                                | Jean Baptiste Broebes                                    | Idealansicht von Schloss und Garten Caputh                                                             | 1733                               | Kupferstich                                                                                       | aus Vues des palais et maisons des plaisance de sa Majesté le Roi de Prusse – Prospect der Palläste und Lust-Schlösser seiner königlichen Majestät in Preussen, Augsburg 1733 |
| 03                             |                                | Johann Friedrich Nagel                                   | Schloss Caputh                                                                                         | um 1795                            | Gouache 22,2 × 33,5 cm                                                                            | Der an der Kunstakademie in Dresden ausgebildete und von Kurfürst Friedrich August III. von Sachsen geförderte Landschaftsmaler Johann Friedrich Nagel wirkte in den 80er Jahren des 18. Jahrhunderts in Preußen. Er führte Auftragsarbeiten für König Friedrich Wilhelm II. aus, insbesondere 1788 eine Serie von Gouachen unter dem Titel „Sammlung aller schönen und merkwürdigen Partien in saemmtlichen Koenigl. Preussischen Staaten“. |
| 04                             |                                | Johann Heinrich Hintze                                   | Caputh und Potsdam vom Krähenberg                                                                      | um 1836                            | Öl auf Leinwand 59,5 × 78 cm                                                                      | |
| 05                             |                                | Wilhelm Barth                                            | Schloss Caputh                                                                                         | 1844                               | Öl auf Leinwand 102 × 141,5 cm                                                                    | |
| 06                             |                                | unbekannter Künstler                                     | Heinrich Ludwig August von Thümen (1757–1826)                                                          | Anfang 19. Jahrhundert             | Öl auf Leinwand                                                                                   | Der preußische Generalleutnant von Thümen kämpfte in den Befreiungskriegen 1813–1815 gegen Napoleon und erwarb 1820 Schloss Caputh. |
| 07                             |                                | nach Jan de Baen                                         | Kurfürst Friedrich Wilhelm von Brandenburg                                                             | 17. Jahrhundert                    |                                                                                                   | |
| 08                             |                                | Jean de Baen                                             | Kurfürstin Dorothea Sophie von Schleswig-Holstein-Sonderburg-Glücksburg                                | 1675                               |                                                                                                   | |
| 09                             |                                |                                                          | Fliesensaal im Souterrain                                                                              | nach 1720                          |                                                                                                   | siehe Artikel Fliesensaal Schloss Caputh |
| 010                            |                                |                                                          | Drei Genien tragen den Kurhut                                                                          | 17. Jahrhundert                    | Öl auf Holz                                                                                       | Teil der Originalbemalung an der Holzdecke des Haupttreppenhauses (weitere Abbildung) |
| 011                            |                                | Umkreis Bartholomeus Eggers                              | Kurfürstin Dorothea                                                                                    | nach 1685                          | Sandstein                                                                                         | Die beiden Büsten befinden sich im Oberen Vestibül und weisen deutliche Verwitterungsspuren auf, was auf eine zeitweise Aufstellung im Freien schließen lässt. Sandsteinpostamente nach historischem Vorbild rekonstruiert |
| 012                            |                                | Umkreis Bartholomeus Eggers                              | Kurfürst Friedrich Wilhelm                                                                             | nach 1685                          | Sandstein                                                                                         | Auch diese Büste befindet sich im Oberen Vestibül |
| Schlafgemächer der Kurfürstin  |                                |                                                          | |                                    |                                                                                                   | |
| 01                             |                                |                                                          | Guéridon                                                                                               |                                    | Holzschnitzerei                                                                                   | Im Vorgemach der Kurfürstin stehen links und rechts von einem Kamin zwei sogenannte Guéridons als Beistelltische für Kerzenleuchter |
| 02                             |                                |                                                          | Guéridon                                                                                               |                                    | Holzschnitzerei                                                                                   | Im Vorgemach der Kurfürstin, rechts vom Kamin |
| 03                             |                                | Willem Frederik van Royen                                | Zwergsäger auf der Havel bei Caputh                                                                    | um 1685                            | Ölmalerei                                                                                         | Vorgemach der Kurfürstin, rechte Wand. Das Bild zeigt im Hintergrund die älteste bekannte Darstellung des Schlosses Caputh. |
| 04                             |                                | aus Japan                                                | Bodenvase                                                                                              | Ende 17. Jahrhundert               | Imari-Porzellan                                                                                   | Im Vorgemach der Kurfürstin, im Kamin |
| 05                             |                                | Willem Frederik van Royen                                | De menagerie van keurvorst Friedrich III. Die Menagerie des Kurfürsten Friedrich III.                  | 1697                               | Ölmalerei 232,5 × 190,5 cm:63                                                                     | Im Vorgemach der Kurfürstin |
| 06                             |                                | Rutger van Langerfeld                                    | Kircheninneres                                                                                         | 1671                               |                                                                                                   | Vorgemach der Kurfürstin, rechte Wand |
| 07                             |                                | Ottmar Elliger                                           | Kurfürstin Dorothea im Blumen- und Früchtekranz                                                        | 1670–1675                          |                                                                                                   | Vorgemach der Kurfürstin, Fensterwand |
| 08                             |                                |                                                          | Kartusche mit Dorotheas Monogramm                                                                      |                                    | Mit Blattmetall vergoldeter Stuck, Malerei                                                        | Dorotheas ineinander verschlungene Initialen auf einem Schild werden von zwei Genien gehalten. Die Kartusche befindet sich auf einem den Raum dominierenden Bogen, der das Schlafgemach von einem Alkoven trennt |
| 09                             |                                | wahrscheinlich englisch                                  | Lackkabinettschrank mit holländischen Fayencen aus dem 17. Jh.                                         | um 1700                            | Gestell und Corpus wahrscheinlich englisch, Mal- und Lackschichten im frühen 20. Jh. überarbeitet | im Schlafgemach der Kurfürstin links des Bogendurchgangs. Sie dienten der Aufbewahrung von kostbaren Schmuckstücken, Schnitzereien aus Elfenbein, kunstvoll verzierten Uhren, eingefassten Muscheln oder fremdartigen Kuriositäten. |
| 010                            |                                | wahrscheinlich englisch                                  | Lackschrank mit holländischen Fayencen aus dem 17. Jh.                                                 | um 1700                            |                                                                                                   | im Schlafgemach der Kurfürstin rechts des Durchgangs |
| 011                            |                                | Jacques Vaillant                                         | Kurfürst Friedrich Wilhelm als Triumphator bei der Huldigung Pommerns                                  | um 1678                            | Öl auf Leinwand                                                                                   | in Dorotheas Schlafgemach, früher im Berliner Jagdschloss Grunewald Dargestellt ist Friedrich Wilhelm, an der Seite seine ihm gleichgestellte Gemahlin, die dem besiegten Pommern eine Friedenspalme reicht. Links des Herrschers knien in demütiger Haltung zwei Wilde Männer, die das besiegte Pommern symbolisieren. Es ist eine seit dem Mittelalter verbreitete symbolische Figur, die oft als Schildhalter auftritt. |
| 12                             |                                |                                                          | Zwei Amoretten                                                                                         |                                    | Deckengemälde in Freskomalerei                                                                    | im Mittelbild der Zimmerdecke, wie die beiden anderen Bilder, original erhaltene Deckendekoration im Alkoven der Kurfürstin |
| 13                             |                                |                                                          | Die Nacht                                                                                              |                                    | Deckengemälde in Freskomalerei                                                                    | allegorische seitenverkehrte Darstellung der Nacht an der Decke eines einstmals abgeteilten Raumes, der ein kleines Kuriositätenkabinett der Kurfürstin enthalten haben soll |
| 14                             |                                |                                                          | Der Tag                                                                                                |                                    | Deckengemälde in Freskomalerei                                                                    | allegorische Darstellung des Tages über der Bettstelle der Kurfürstin |
| Porzellankammer                |                                |                                                          | |                                    |                                                                                                   | |
| 01                             |                                | Jacques Vaillant (ihm oder seinem Umkreis zugeschrieben) | Auf Wolken thronende Borussia                                                                          | 1690/1700                          |                                                                                                   | das Deckengemälde mit reicher Dekoration in Form eines Akanthusblattwerks, befindet sich in der Porzellankammer im westlich angebauten Pavillon des Schlosses. Es zeigt Brandenburg-Preußen als personifizierte gekrönte Borussia, die von einer weiblichen Mohrenfigur, die als Anspielung auf den Kolonialbesitz Preußens aufgefasst werden kann, und Putten begleitet wird. Die ihr zu Füßen liegenden Attribute symbolisieren Macht, Reichtum und die Künste. Diese allegorische Darstellung soll den Reichtum und die kulturelle Blüte Preußens verdeutlichen. In den Eckkartuschen der Decke sind originalgetreu auf illusionistische Weise gemalte Fayencevasen dargestellt, in den Seitenfeldern befinden sich allegorische Darstellungen der Jahreszeiten. |
| 02                             |                                |                                                          | Holländischer Tisch                                                                                    | um 1680                            | Nussbaum mit Elfenbein- und Schildpatteinlagen                                                    | darauf steht eine Auswahl chinesischer und japanischer Porzellane aus dem 17. Jahrhundert |
| 03                             |                                | japanisch                                                | Bodenvase                                                                                              | Imari-Porzellan                    | Ende 17. Jahrhundert                                                                              | eine der vier Imari-Bodenvasen in der Porzellankammer |
| 04                             |                                | chinesisch                                               | drei Platten                                                                                           | Kraak-Porzellan                    | Anfang des 17. Jahrhunderts, die oberste Platte aus dem 16. Jahrhundert                           | Es handelt sich um sogenanntes Kraak-Porzellan, ein chinesisches Exportprodukt aus der Zeit des Kaisers Wanli (1563–1620). Die oberste Platte ist das älteste Porzellanstück im Schloss Caputh |
| 05                             |                                | Samuel Theodor Gericke                                   | Allianzbildnis der Könige Friedrich I. in Preußen, Friedrich IV. von Dänemark und August II. von Polen | 1709                               | Öl auf Leinwand 243 × 188 cm                                                                      | hängt in der Porzellankammer, laut Auskunft der Schlossverwaltung aus dem Besitz von Andy Warhol |
| 06                             |                                | Michael Döbel (zugeschrieben)                            | Diana mit Hund                                                                                         | zweite Hälfte des 17. Jahrhunderts | Marmor                                                                                            | stellt die römische Göttin der Jagd Diana dar, in der Porzellankammer |
| 07                             |                                | unbekannt, vermutlich italienisch                        | Mohrenbüste                                                                                            | 17. Jahrhundert                    | verschiedene farbige Natursteine                                                                  | in der Porzellankammer stehen vier dieser Mohrenbüsten, die vermutlich aus der Kunstkammer des Berliner Schlosses stammen und später zurzeit Friedrichs des Großen mit zwei weiteren gleichartigen Büsten im Park Sanssouci das Erste Rondell – wegen der Büsten zeitweise auch Mohrenrondell genannt – an der Hauptallee bildeten. Dazwischen eine von vier japanischen Bodenvasen aus Imari-Porzellan (einzelne Büste, die eine Frau zeigt, Kopie aus dem 19. Jahrhundert) |
| 08                             |                                | japanisch                                                | farbige Platte                                                                                         | Ende 17. Jahrhundert               | Imari-Porzellan                                                                                   | |
| Kabinett der Kurfürstin        |                                |                                                          | |                                    |                                                                                                   | |
| 01                             |                                |                                                          | Göttin Juno                                                                                            | 17. Jahrhundert                    | Deckengemälde in Freskotechnik                                                                    | Das Deckengemälde im Kabinett der Kurfürstin zeigt die römische Göttin Juno, die in einem von Pfauen gezogen Wagen auf Wolken thront. Das Bild ist erst durch das restaurative Abtragen mehrerer Übermalungen wieder zum Vorschein gekommen. Ursprünglich war der Stuck in diesem Raum wie überall im Schloss entweder gar nicht oder nur teilweise vergoldet. Die heutige Bronzierung stammt aus dem frühen 18. Jahrhundert. |
| 02                             |                                |                                                          | Postamenttisch                                                                                         |                                    |                                                                                                   | vergoldetes Untergestell mit schwarzer Platte |
| 03                             |                                |                                                          | Uhr auf schiefer Ebene                                                                                 | um 1660/1670                       | Kupfer, Messing, gebläuter Stahl und Holz                                                         | Die Uhr liegt auf einer geschnitzten und vergoldeten schiefen Ebene. Der Stundenzeiger besitzt im Innern ein Metallgewicht, das ihn immer senkrecht hält. Das Zifferblatt mit dem Uhrgehäuse hingegen dreht sich rollend, angetrieben durch die Schwerkraft und gehemmt durch ein Zahnradgetriebe, langsam nach rechts unten. |
| 04                             |                                | Johann Georg Hintz                                       | Das Kunstkammerregal                                                                                   | um 1666                            | Öl auf Leinwand 114,5 × 93,3 cm                                                                   | im Kabinett der Kurfürstin, gehörte bereits 1698 zur Sammlung mit der Inventarnummer 70. Dargestellt ist ein Kunst- und Raritätenkabinett als wohlgeordnetes Weltmodell, das durch die Uhr und den Totenschädel auch auf die eigene Vergänglichkeit hinweist. |
| 05                             | Bildlink                       | Govaert Flinck                                           | Schlafender Amor                                                                                       | 1652                               | Öl auf Leinwand 66 × 80,5 cm                                                                      | Vormals im Schloß Sanssouci:94 |
| Kabinett am Saal und Festsaal  |                                |                                                          | |                                    |                                                                                                   | |
| 01                             |                                |                                                          | Zwei Tee ausschenkende Genien                                                                          |                                    |                                                                                                   | Das Deckengemälde im Kabinett am Saal stammt aus der Zeit der Kurfürstin Dorothea, die Stuckaturen sind hingegen älter, sie stammen, wie das freigelegte Monogramm in einer Eckkartusche zeigt, von der Voreigentümerin des Schlosses Caputh, Catharina Louise von Rautern, der Gattin von Philipp de Chièze. Die neue Eigentümerin, Kurfürstin Dorothea, ließ die Kartuschen mit Palmwedeln übermalen. Das Deckenbild musste nach einem Wasserschaden im 18. Jahrhundert restauriert werden. |
| 02                             |                                |                                                          | Blick in das Kabinett am Saal                                                                          |                                    |                                                                                                   | In der Barockzeit wurden Bilder dicht an dicht gehängt. An der linken Wand oben hängen zwei Gamälde von Alessandro Varotari: Krieger bei einem Wahrsager (zugeschrieben) und Pfeile schleifender Amor. Darunter ein Bacchanal aus der Schule von Hendrick van Balen. Rechts daneben Die drei Parzen, eine Kopie nach Francesco Ubertini. Links unten, neben dem Durchgang zum Festsaal hängt eine Kopie nach dem Kupferstich Christus vor Pilatus von Lucas van Leyden aus dem späten 16. Jahrhundert, darüber die Dame mit Papagei (Beschreibung unter Nr. 3) und über dem Durchgang schließlich eine Landschaft mit Wassermühle von Roelof van Vries. |
| 03                             |                                | Willem van Mieris                                        | Dame mit Papagei                                                                                       | 1683                               | Öl auf Leinwand                                                                                   | zunächst im Jagdschloss Grunewald, kam 1945 als Beutekunst nach Großbritannien, nach der Rückgabe 2004 im Schloss Caputh. |
| 04                             |                                | Jacques Vaillant (oder sein Umkreis)                     | Die Göttin Minerva als Beschützerin der Künste und Wissenschaften                                      | 1671                               | Deckengemälde in Ölmaltechnik auf Leinwand                                                        | Das Bild im Zentrum des Muldengewölbes im Festsaal zeigt in einer allegorischen Darstellung die römische Göttin Minerva. Stilistische Merkmale lassen darauf schließen, dass das Deckengemälde während des kurfürstlichen Umbaus des Schlosses 1671 fertiggestellt worden ist. |
| 05                             |                                | Jacques Vaillant                                         | Kurfürst Friedrich Wilhelm von Brandenburg                                                             | um 1680                            | Öl auf Leinwand 134 × 103 cm                                                                      | Im Festsaal des Schlosses Caputh hängen in ovalen Goldrahmen Bildnisse des Kurfürsten Friedrich Wilhelm, seiner Gattin Dorothea und ihrer vier Kinder. |
| 06                             |                                | Jacques Vaillant                                         | Kurfürstin Dorothea von Brandenburg                                                                    | um 1695                            | Ölmalerei                                                                                         | |
| 07                             |                                | Gedeon Romandon                                          | Markgraf Philipp Wilhelm von Brandenburg                                                               | um 1695                            | Ölmalerei                                                                                         | |
| 08                             |                                | Gedeon Romandon                                          | Maria Amalia von Brandenburg-Schwedt, Herzogin von Sachsen – Zeitz                                     | um 1695                            | Ölmalerei                                                                                         | |
| 09                             |                                | Gedeon Romandon (zugeschrieben)                          | Markgraf Albrecht von Brandenburg                                                                      | um 1700                            | Ölmalerei                                                                                         | |
| 10                             |                                | Friedrich Wilhelm Weidemann                              | Markgraf Christian Ludwig von Brandenburg                                                              | um 1705                            | Ölmalerei                                                                                         | |
| 11                             |                                | Bartholomeus Eggers                                      | Raub der Proserpina                                                                                    | um 1680                            | Marmor                                                                                            | Figurengruppe, die den altgriechischen Mythos Raub der Persephone darstellt, Figuren etwa dreiviertel lebensgroß, stammt aus dem Berliner Stadtschloss, heute im Festsaal. |
| 12                             |                                |                                                          | Guéridon                                                                                               | um 1700                            | geschnitzt und vergoldet                                                                          | die zwei Guéridons links und rechts des Kamins im Festsaal dienten als Beistelltische für Kerzenleuchter und gehörten zur Ausstattung des Potsdamer Stadtschlosses. |
| 13                             |                                |                                                          | Szene aus den Befreiungskriegen von 1813/1815                                                          | nach 1826                          | Gipsabdruck                                                                                       | über die vier Türen im Festsaal ließ um 1830 der damalige Eigentümer des Schlosses Caputh, die Familie von Thümen, Gipsabdrücke vom Fries des Berliner Blücher-Denkmals von Christian Daniel Rauch anfertigen und als sogenannte Supraporten einsetzen. |
| Gemächer des Kurfürsten        |                                |                                                          | |                                    |                                                                                                   | |
| 01                             |                                | Samuel Theodor Gericke                                   | Fama als Verkünderin des Ruhmes des brandenburgischen Herrscherhauses (Ausschnitt)                     | 1687                               |                                                                                                   | Deckengemälde im Vorgemach des Kurfürsten, geflügelte Genien tragen eine Tafel mit den Porträts des Kurfürsten und seiner Frau Dorothea mit der lateinischen Inschrift FAMA HORUM ETERNA (Ihr Ruhm ist ewig) Detail des Bildes |
| 02                             |                                | Peter Paul Rubens                                        | Julius Caesar                                                                                          | 1619                               | Öl auf Holz 69 × 52 cm                                                                            | Teile einer Serie mit zwölf römischen Kaiserporträts, wohl zeitweise auch im Berliner Schloss, heute im Vorgemach des Kurfürsten, mit aufgemalten Inventarnummern, die bereits im Verzeichnis von 1698 enthalten sind. Die Bildnisse entstanden wahrscheinlich für Prinz Moritz von Oranien, dem Statthalter der Niederlande. Vor 1680 kamen sie in den Besitz des Großen Kurfürsten. |
| 03                             |                                | Cornelis van Haarlem                                     | Kaiser Augustus                                                                                        | 1622                               | Öl auf Leinwand                                                                                   | |
| 04                             |                                | Gerard Seghers                                           | Kaiser Tiberius                                                                                        | 1625                               | Öl auf Leinwand                                                                                   | |
| 05                             |                                | Werner van Valckert                                      | Kaiser Caligula                                                                                        | 1621                               | Öl auf Leinwand                                                                                   | |
| 06                             |                                | Hendrick ter Brugghen                                    | Kaiser Claudius                                                                                        | 1620                               | Öl auf Leinwand                                                                                   | |
| 07                             |                                | Abraham Janssens                                         | Kaiser Nero                                                                                            | 1618                               | Öl auf Leinwand                                                                                   | |
| 08                             |                                | Michiel van Mierevelt                                    | Kaiser Vespasian                                                                                       | 1625                               | Öl auf Leinwand                                                                                   | |
| 09                             |                                | Dirck van Baburen                                        | Kaiser Titus                                                                                           | 1622                               | Öl auf Leinwand 69,9 × 52,7 cm                                                                    | |
| 10                             |                                | Abraham Bloemaert                                        | Kaiser Domitian                                                                                        |                                    | Öl auf Leinwand                                                                                   | |
| 11                             |                                | Willem van Honthorst                                     | Marie von Oranien                                                                                      | 1648                               | Ölmalerei                                                                                         | Das Bild trägt unten links die Signatur Honthorst 1648. Abgebildet ist die sechsjährige niederländische Prinzessin Marie von Oranien–Nassau mit einem Bildmedaillon in der Hand, das wahrscheinlich eine ihrer älteren Schwestern zeigt. Das Gemälde stammt aus der Einrichtung des Potsdamer Stadtschlosses. |
| 12                             |                                | Lambert Doomer (zugeschrieben)                           | Knabe mit Büchern                                                                                      | 17. Jahrhundert                    | Ölmalerei                                                                                         | im Schlafgemach des Kurfürsten |
| 13                             |                                | unbekannter Künstler                                     | Bildnis Adriaen Brouwer                                                                                |                                    |                                                                                                   | Kopie nach einer Radierung von Anthonis van Dyck, Teil einer Serie mit vier Bildnissen bekannter Künstler, die als Kopien nach Radierungen von Anthonis van Dyck im Schlafgemach des Kurfürsten hängen. |
| 14                             |                                | unbekannter Künstler                                     | Bildnis Peter Paul Rubens                                                                              |                                    | Ölmalerei                                                                                         | |
| 15                             |                                | unbekannter Künstler                                     | Pieter Brueghel der Jüngere                                                                            |                                    | Ölmalerei                                                                                         | Kopie nach einer Radierung von Anthonis van Dyck, im Schlafgemach des Kurfürsten |
| 16                             |                                |                                                          | Zwei fliegende Putten mit Blumenkranz                                                                  |                                    |                                                                                                   | Deckengemälde im Schlafgemach des Kurfürsten |
| 17                             |                                |                                                          | Zwei, eine Blumengirlande tragende Putten oder Genien                                                  |                                    |                                                                                                   | das Deckengemälde im Kabinett des Kurfürsten ist original erhalten. |
| 18                             |                                | Abraham und Gedeon Romandon                              | Kurfürst Friedrich Wilhelm von Brandenburg                                                             | um 1687/88                         | Ölmalerei                                                                                         | Das Porträt hängt über dem Kamin. Es befand sich im Besitz der Kurfürstin Dorothea. Auf dem Kaminsims stehen fünf chinesische Vasen, siehe Beschreibung unter Nr. 19 |
| 19                             |                                |                                                          | Chinesische Porzellanvasen                                                                             | 17. Jahrhundert                    |                                                                                                   | im Kabinett des Kurfürsten auf dem Kaminsims |
| 20                             |                                | Umfeld von Abraham Bloemaert                             | Narziss                                                                                                | um 1620/1630                       | Öl auf Leinwand 101 × 121 cm                                                                      | im Kabinett des Kurfürsten. Dargestellt wird der altgriechische Mythos des Narziss, der sich in sein eigenes Spiegelbild verliebte. Das Bild ist ein Geschenk der Familie Bolstorff aus dem Nachlass der 1997 gestorbenen Annemarie Bolstorff an den Verein der Freunde der preußischen Schlösser und Gärten |
| 21                             |                                | Augustin Terwesten zugeschrieben                         | Nymphe, von einem Satyr belauscht                                                                      | um 1680                            |                                                                                                   | im Kabinett des Kurfürsten |
| 22                             |                                | süddeutscher Künstler                                    | Herakles am Scheideweg                                                                                 | um 1700                            |                                                                                                   | im Kabinett des Kurfürsten, dargestellt ist der antike Mythos, in dem Herakles sich entscheiden muss, welches Leben er führen will. |